# Botas Verdes

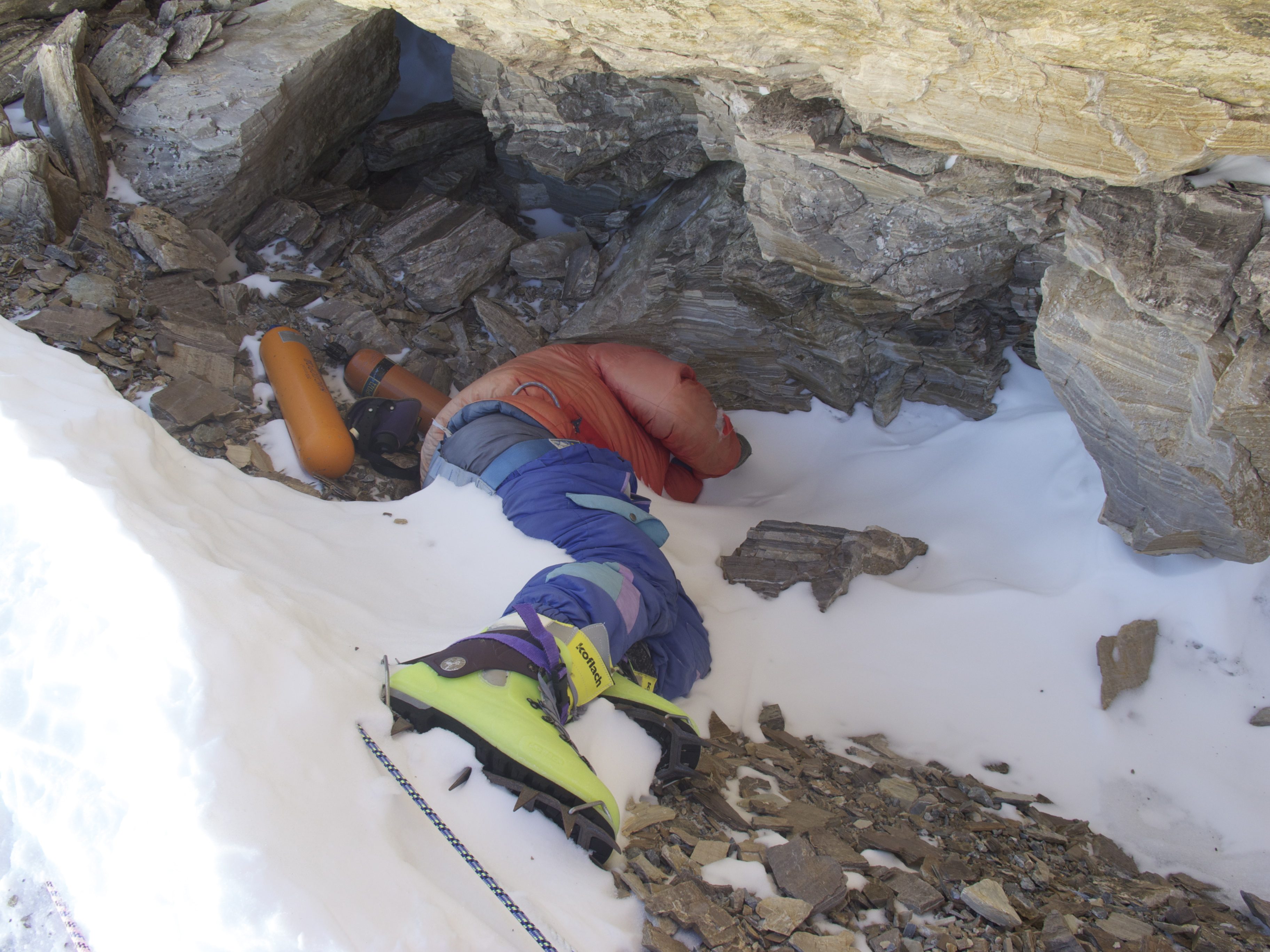
Foto de Botas Verdes tirada por um alpinista do Everest

Botas verdes (em inglês: Green Boots) é o nome dado ao corpo não identificado de um alpinista que se tornou um marco na principal rota da cordilheira do Nordeste do Monte Everest. O corpo não foi oficialmente identificado, mas acredita-se que seja Tsewang Paljor, um alpinista indiano que morreu no Desastre do Monte Everest em 1996. O termo Botas Verdes originou-se das botas verdes de alpinismo Koflach em seus pés. Todas as expedições do lado norte encontraram o corpo enrolado na caverna de calcário à 8.500 metros. Em 2006, David Sharp estava fazendo uma escalada solo do Monte Everest quando morreu no que é conhecido como "Caverna das Botas Verdes".
Em maio de 2014, o corpo de Green Boots foi dado como desaparecido, presumivelmente removido ou enterrado. Os alpinistas notaram o corpo novamente em 2017 na mesma altitude, e ele pode ter sido simplesmente coberto por algumas pedras.

## História
O primeiro vídeo gravado de Green Boots foi filmado em 21 de maio de 2001 pelo alpinista francês Pierre Paperon. No vídeo, Green Boots é mostrado deitado sobre o lado esquerdo, voltado para o cume. De acordo com Paperon, os sherpas disseram a ele que era o corpo de um montanhista chinês que tentara escalar seis meses antes.
Com o tempo, o cadáver ficou conhecido tanto como um marco na rota norte quanto por sua associação com a morte de David Sharp. No entanto, em maio de 2014, o corpo de Green Boots foi relatado como desaparecido de vista, provavelmente removido ou enterrado. Em 2017, foi descoberto um corpo pendurado ao lado de uma tenda e outros destroços na encosta de um penhasco, que alguns especularam ser o corpo transportado de "Botas Verdes".

## Identidades possíveis

### Tsewang Paljor
Acredita-se que Botas verdes seja o alpinista indiano Tsewang Paljor, que usava botas Koflach verdes no dia em que ele e outras duas pessoas de seu grupo tentaram chegar ao cume em 1996, embora seja possível que o corpo seja o seu membro da equipe Dorje Morup. O desastre do Everest em 1996 viu a morte de oito alpinistas, incluindo cinco escaladores das expedições Adventure Consultants e Mountain Madness na rota sudeste, e três fatalidades na rota nordeste. Eram os escaladores da expedição da Polícia de Fronteira Indo-Tibetana (ITBP) da Índia. A expedição foi liderada pelo comandante Mohinder Singh e foi a primeira escalada indiana ao Everest do lado leste.
Em 10 de maio de 1996, Subedar Tsewang Samanla, Lance Naik Dorje Morup e o chefe de polícia Tsewang Paljor foram apanhados na nevasca, pouco antes do cume. Enquanto três dos seis membros da equipe recusaram, Samanla, Morup e Paljor decidiram ir para o topo. Por volta das 15h45, horário do Nepal, os três alpinistas comunicaram pelo rádio ao líder da expedição que haviam chegado ao topo. Eles deixaram uma oferta de bandeiras de oração, khatas e pitons. No local o líder Samanla decidiu dedicar mais tempo às cerimônias religiosas e instruiu os outros dois a descerem.
Não houve contato por rádio depois disso. De volta aos campos abaixo, os membros da equipe viram dois faróis movendo-se ligeiramente acima do Segundo Passo, a 8.570 metros. Nenhum dos três conseguiu voltar ao acampamento alto a 8.300 metros.
A controvérsia surgiu mais tarde sobre se uma equipe de alpinistas japoneses de Fukuoka tinha visto e potencialmente falhado em ajudar os escaladores indianos desaparecidos. O grupo havia deixado seu acampamento a 8.300 às 06:15, horário de Pequim, atingindo o cume às 15:07. Ao longo do caminho, eles encontraram outros na trilha. Sem saber dos indianos desaparecidos, eles acreditavam que esses outros, todos usando óculos e máscaras de oxigênio sob o capuz, eram membros de um grupo de escalada de Taiwan. Durante a descida, iniciada às 15h30, eles relataram ter visto um objeto não identificável acima do Segundo Passo. Abaixo do Primeiro Passo, eles comunicaram que viram uma pessoa em uma corda fixa. Depois disso, um dos escaladores, Shigekawa, trocou saudações com um homem não identificado que estava por perto. Naquela época, eles tinham apenas oxigênio suficiente para retornar ao C6.
Às 16:00, o grupo de Fukuoka descobriu por um índio de seu grupo que três homens estavam desaparecidos. Eles se ofereceram para se juntar ao resgate, mas foram recusados. Forçados a esperar um dia devido ao mau tempo, eles enviaram um segundo grupo ao cume em 13 de maio. Eles viram vários corpos ao redor da Primeira Etapa, mas continuaram até o cume.
Inicialmente, houve alguns mal-entendidos e palavras duras sobre as ações da equipe de Fukuoka, que foram esclarecidas posteriormente. De acordo com a Reuters, a expedição indiana alegou que os japoneses se comprometeram a ajudar na busca, mas em vez disso seguiram em frente com sua tentativa de cume. A equipe japonesa negou ter abandonado ou se recusado a ajudar os alpinistas moribundos na subida, uma alegação que foi aceita pela Polícia de Fronteira Índia-Tibete. O capitão Kohli, um oficial da Federação Indiana de Montanhismo, que antes havia denunciado os japoneses, mais tarde se retratou de sua alegação de que os japoneses haviam relatado um encontro com os indianos em 10 de maio.

### Dorje Morup
Embora seja comumente acreditado que Green Boots é o corpo do chefe de polícia Tsewang Paljor, um artigo de 1997, intitulado "The Indian Ascent of Qomolungma pelo North Ridge", publicado por P. M. Das, vice-líder da expedição no Himalayan Journal, levanta o possibilidade de que pudesse ser o de Lance Naik Dorje Morup. Das escreveu que dois alpinistas foram vistos descendo pela luz de suas tochas às 19h30, embora logo tenham se perdido de vista. No dia seguinte, o líder do segundo grupo de cúpula da expedição comunicou por rádio ao acampamento base que haviam encontrado Morup movendo-se lentamente entre o Primeiro e o Segundo Passos. Das escreveu que Morup "se recusou a colocar luvas nas mãos congeladas" e "estava encontrando dificuldade em soltar seu mosquetão de segurança em pontos de ancoragem". De acordo com Das, a equipe japonesa ajudou na transição dele para o próximo trecho de corda.
O grupo japonês descobriu o corpo de Tsewang Samanla acima do Segundo Passo mais tarde. Na viagem de volta, o grupo descobriu que Morup ainda estava fazendo progresso lento. Morup teria morrido no final da tarde de 11 de maio. Das afirma que o corpo de Paljor nunca foi encontrado.
Um segundo grupo do ITBP também encontrou os corpos de Samanla e Morup em seu retorno da cúpula. Das escreveu que eles encontraram Morup "sob o abrigo de uma rocha perto de sua linha de descida, perto do acampamento 6" com roupas intactas e sua mochila ao lado.

## Botas verdes em perspectiva
Green Boots juntou-se às fileiras dos cerca de 200 cadáveres remanescentes no Everest no início do século XXI. Não se sabe quando o termo "Botas verdes" entrou na linguagem do Everest. Com o passar dos anos, tornou-se um termo comum, pois todas as expedições do lado norte encontraram o corpo do alpinista enrolado na caverna de calcário. A caverna está a 8.500 metros, e está cheia de garrafas de oxigênio. Está abaixo da primeira etapa do caminho.
Outro escalador caído que ganhou o apelido de "Bela Adormecida" é Francys Distefano-Arsentiev, que morreu em 1998 durante uma descida malsucedida do Everest após o cume. Seu corpo permaneceu onde caiu e ficou visível até 2007, quando foi cerimonialmente escondido da vista.
Outros corpos estão no "vale do arco-íris", uma área abaixo do cume repleta de cadáveres vestindo roupas coloridas de alpinismo. Ainda outro cadáver nomeado é o de Hannelore Schmatz, que, com uma posição de destaque na rota sul, ganhou o apelido de "a mulher alemã"; ela atingiu o pico em 1979, mas morreu a 8.200 m de altitude durante sua descida. Ela permaneceu lá por muitos anos, mas acabou sendo arrastada montanha abaixo.
Em 2006, o alpinista britânico David Sharp foi encontrado em estado hipotérmico na caverna de Green Boots pelo alpinista Mark Inglis e seu grupo. Inglis continuou sua subida sem oferecer ajuda, e Sharp morreu de frio extremo algumas horas depois. Aproximadamente três dúzias de outros escaladores teriam passado pelo homem agonizante naquele dia; foi sugerido que aqueles que o notaram confundiram Sharp com Botas Verdes e, portanto, prestaram pouca atenção.

## Mapa de localização

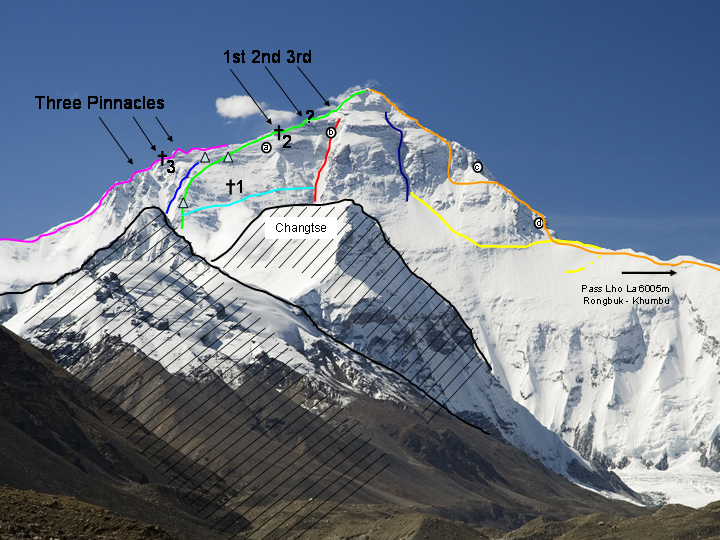
A localização dos Três Passos na rota norte está marcada neste diagrama, e a localização da caverna está marcada com um †_{2}.